# Problemas sociais do Brasil

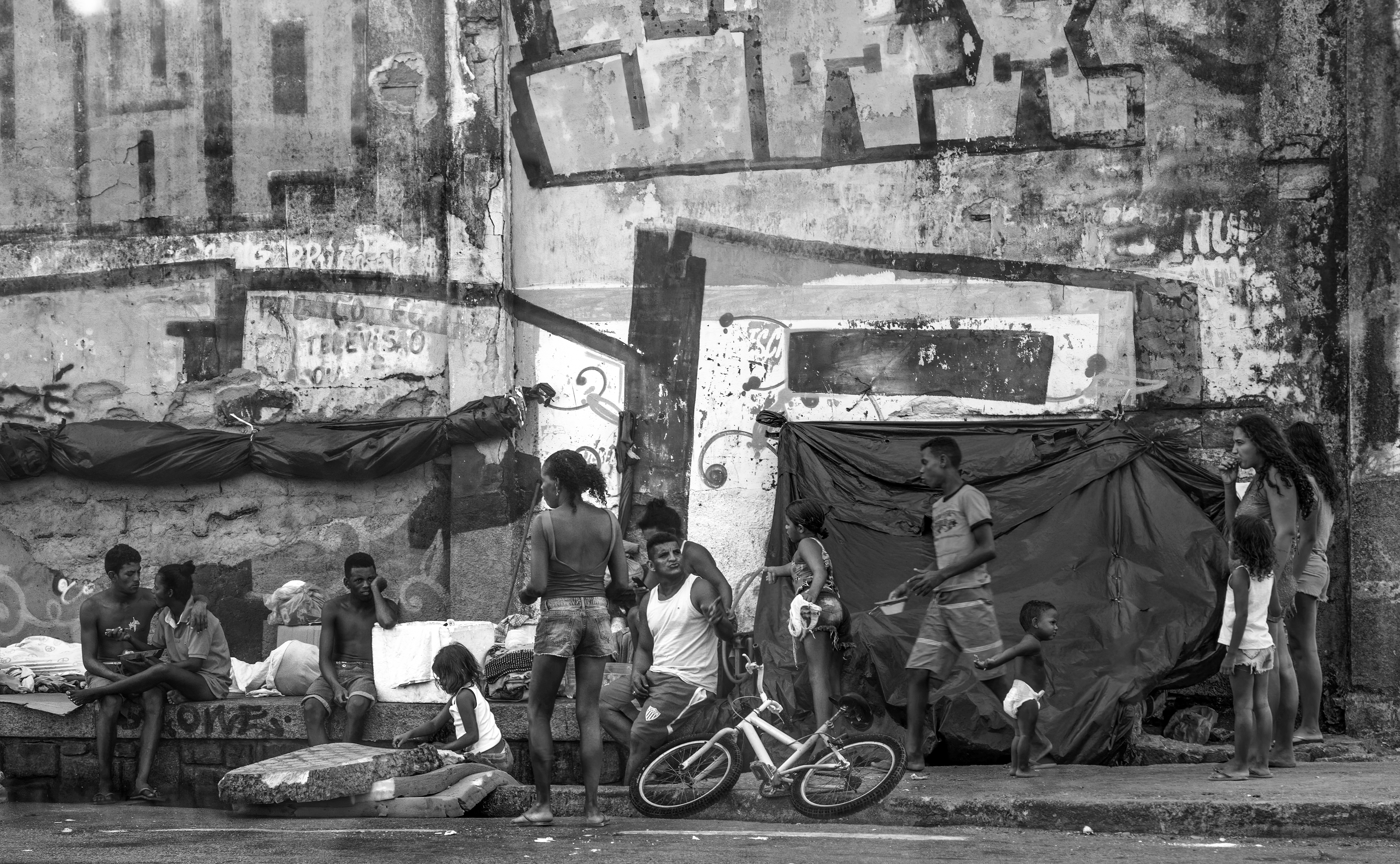
Famílias de moradores de rua no Recife, capital brasileira onde há a maior desigualdade entre ricos e pobres.

Os problemas sociais do Brasil podem ser compreendidos com o auxílio e interpretação de indicadores sociais. Houve uma evolução positiva destes indicadores na última década, especialmente em relação ao aumento da expectativa de vida, queda da mortalidade infantil, acesso a saneamento básico, coleta de lixo e diminuição da taxa de analfabetismo. Apesar da melhora desses índices, há nítidas diferenças regionais, especialmente em relação ao nível de renda.
Os problemas sociais ficam claros, sobretudo, com o Índice de Desenvolvimento Humano, o qual o Brasil, entre 189 nações pelo mundo, fica na 79.ª posição de acordo com dados referentes a 2017 divulgados pelas Nações Unidas no ano seguinte, embora tenha a sétima economia do mundo.

## Concentração de renda

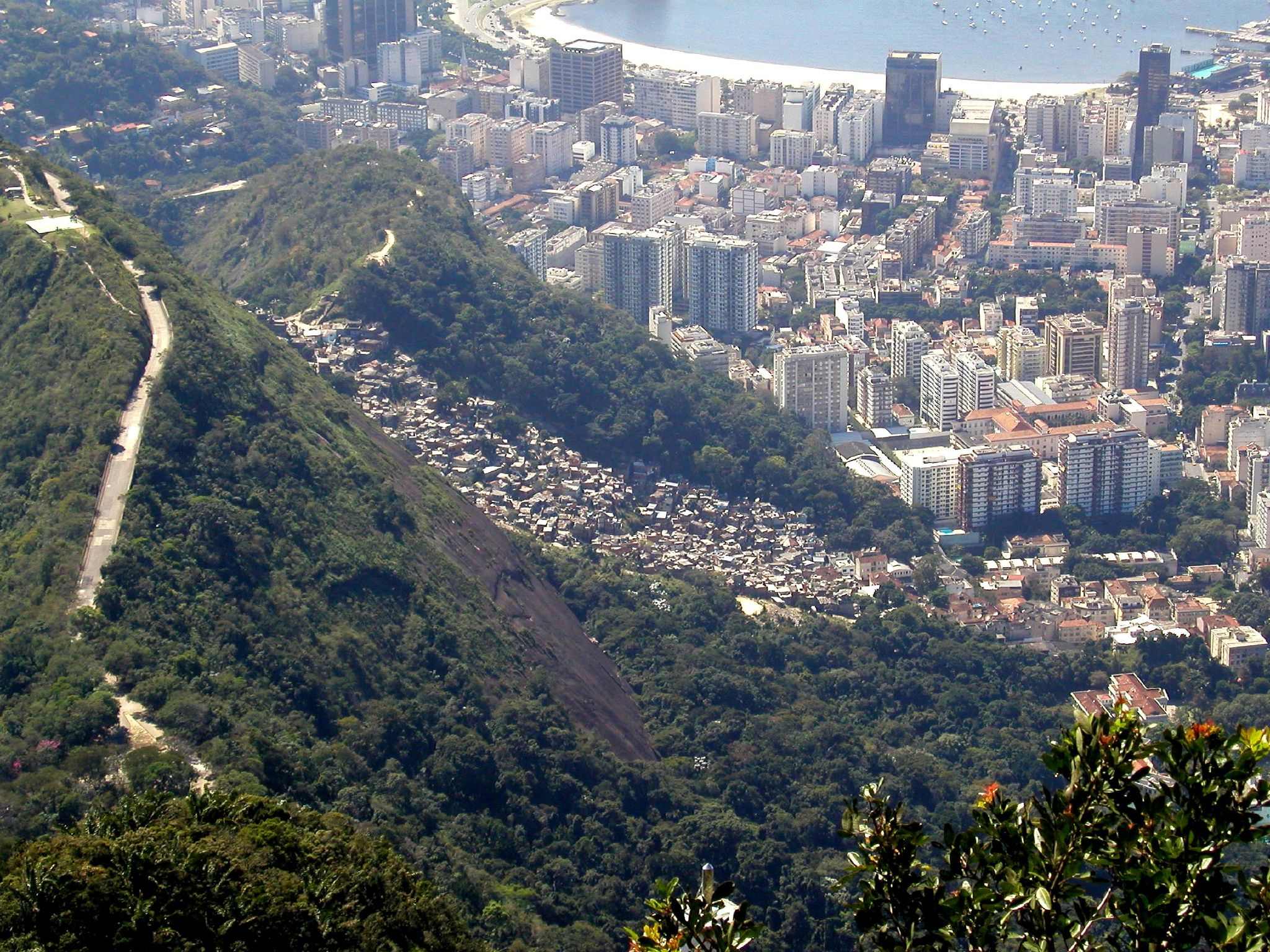
Favela Dona Marta, no Rio de Janeiro, ao lado de prédios residenciais de alto padrão

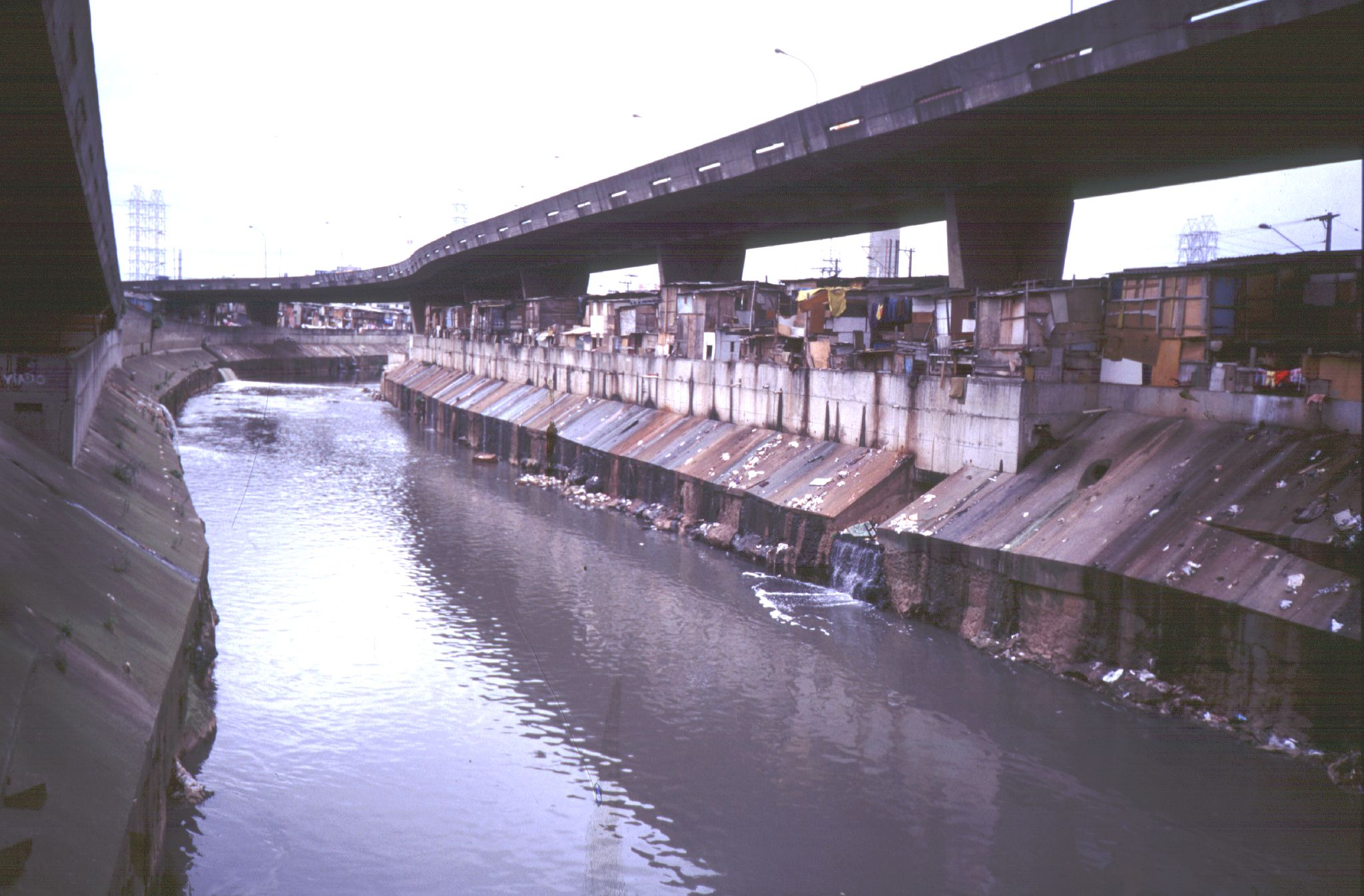
Habitações precárias sob um viaduto em São Paulo

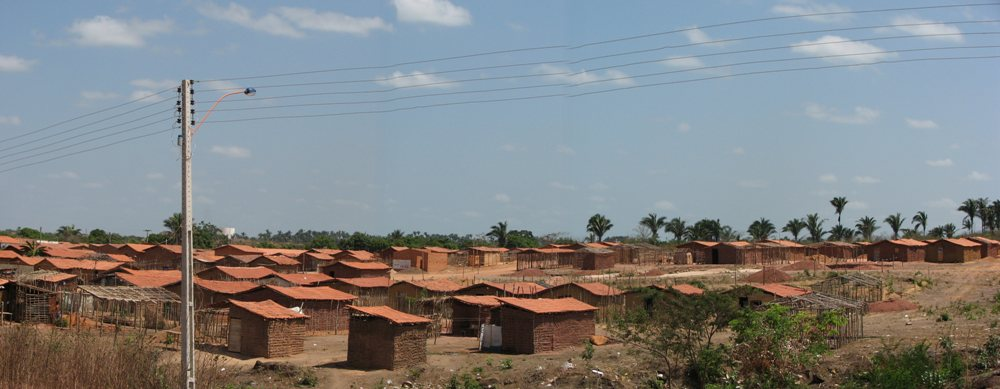
Favela em Teresina

No final da década de 70, o economista Edmar Bacha citou o Brasil como um país com características de uma Belíndia, em referência à sua enorme desigualdade social, que se traduz por uma minoria com padrão de vida dos ricos da Bélgica e uma maioria com o padrão de vida dos pobres da Índia. No entanto, um relatório, divulgado em 2008 e baseado no IDH, aponta o país com características de Islíndia, com uma minoria com padrão de vida ainda melhor que o da Bélgica e superior a dos 20% mais ricos da Islândia - o país com maior IDH no mundo. Há ainda o termo InGana. Pois no país alguns vivem com padrões de vida semelhante ao da Inglaterra, enquanto uma grande parcela da população vive com o padrão de vida igual ao de Gana.
Esse relatório menciona também que, no Brasil, os 20% mais ricos vivem em condições melhores que a fatia mais rica de países como Suécia, Alemanha, Canadá e França.
A base de dados do PNUD mostra que o Brasil é o décimo no ranking da desigualdade.
Em comparação com o resto do mundo, a divisão pessoal de renda do Brasil é mais discrepante que a dos outros países de baixo desenvolvimento econômico. Até a última década de 90, alguns países como Etiópia e Uganda tinham distribuição de renda muito melhor que a brasileira. No período, os mais ricos tiveram aumento da renda real e os mais pobres também tiveram aumento de renda, embora o abismo entre as classes sociais tenha ficado ainda maior.
A renda também é clara entre os gêneros. Um estudo da ONU, divulgado em 2010, mostra que, se analisadas a saúde reprodutiva, empoderamento (autonomia) e atividade econômica, o país aparece em 80.º lugar na lista de 138 nações e territórios.
Dados do Censo 2010 revelam que a renda dos mais ricos (média de R$ 16.560,92 mensais) é maior que a de 40 brasileiros mais pobres (R$ 393,43).
Em 2009, uma pesquisa do IBGE, realizada em setembro de 2008, revelou que os 10% mais ricos (R$ 4.424 mensais ou mais) concentravam 43% da riqueza, ao passo que os 50% mais pobres possuem apenas 18%.
O Censo 2010 detectou que 25% da população brasileira recebia até R$ 188 mensais e metade tem renda per capita de R$ 375, valor abaixo do salário mínimo de 2010 (R$ 510).
De acordo com dados da OIT relativos a 2010, cerca de 25% da população brasileira ganha menos de US$ 75 por mês, e a geração de empregos formais é incipiente. Coincidentemente, o Brasil detém o posto de menor cobertura de seguro-desemprego entre as economias do G-20.
Em maio de 2011, o  Ministério do Desenvolvimento Social e Combate à Fome calculou, a partir de dados do IBGE e estudos do Ipea, que existam 16,2 milhões de brasileiros (8,6% do total) vivendo na miséria extrema ou com ganho mensal de até R$ 70. Na distribuição da miséria, as regiões Nordeste (18,1%) e Norte (16,8%) lideram o levantamento, ao passo que o Sul tem menos gente extremamente pobre (2,6%).
Ainda de acordo com o ministério, metade dos brasileiros mais pobres tem até 19 anos de idade.
O IDH de 2011, quando ajustado à desigualdade de renda, mostra o Brasil na 97.ª posição no ranking de desenvolvimento formado por 187 países.

### Mobilidade social
A desigualdade social caiu de 2001 a 2007, mas sofreu uma ligeira alta em 2008, embora a taxa da população considerada como pobre tenha caído de 30% em 2007 para 25,8% em 2008.
A taxa de miséria é parcialmente atribuída à desigualdade econômica do país, que, de acordo com o Coeficiente de Gini - com um índice de 0,56 em 2006 -, é uma das maiores do mundo.
Segundo dados da Fundação Getúlio Vargas, em junho de 2006, a taxa de miséria baseada em renda de trabalho era de 18,57% da população, com queda de 19,8% nos quatro anos anteriores.
Outro estudo, ligado à FGV com base em dados do IBGE, PNAD e Pesquisa Mensal do Emprego e divulgado em junho de 2011, avalia que a redução da pobreza ganhou mais impulso a partir de 2003, dado o crescimento da oferta de empregos e renda real da população, levando 24,6 milhões a saírem da pobreza. Segundo o mesmo estudo, a classe média, em especial a classe C (renda familiar de R$ 1.200 a R$ 5.174), é a predominante (100,5 milhões de pessoas) e a que mais cresce no país (ingresso de 39,6 milhões de 2003 a 2011) em especial pelo aumento do tempo dedicado à educação, um passaporte para o trabalho formal, a redução do número de filhos, a estabilidade econômica do país e a expansão do crédito.
Entre as classes mais baixas, os programas governamentais de transferência de renda são instrumentos para mobilidade social.
A ascensão também chega às classes mais altas, de acordo com a mesma pesquisa da FGV, acompanhando o efeito gerado pelo sistema tributário baseado em impostos indiretos.
A ausência de taxas sobre grandes fortunas mostra que o processo de concentração está institucionalizado, pois os mais ricos têm seus rendimentos mais protegidos. Levantamento divulgado em 2011 aponta que o trabalhador brasileiro labuta mais quatro meses para pagar impostos a todas as esferas governamentais.

### Aspectos regionais
Entre 1950 e 1990, a divisão regional de renda ficou praticamente inalterada, com algum crescimento da participação das regiões Centro-Oeste e Norte, em decorrência da expansão da fronteira agrícola. Em 1990, a região Sudeste, com 42% da população brasileira, respondia por quase 60% da renda do país, ao passo que o Nordeste, com 30% da população, possuía 15% da renda.
De acordo com estudo do IBGE, em 2008, em 32,9% dos municípios a administração pública continua responsável por um terço da economia, mostrando a dependência do fomento público para manutenção econômica.
A riqueza está concentrada em poucos municípios e foi ampliada em decorrência da centralização de gastos e investimentos públicos, o que causou o congelamento e desestímulo aos desenvolvimentos regional e local.
Educação, trabalho, reforma agrária, transporte e planejamento urbano incipientes provocaram a migração em massa para os grandes centros urbanos, especialmente nas décadas de 60 e 70, o que gerou a formação e o inchaço de aglomerados subnormais - formado por mais de 11,4 milhões de pessoas - que incluem favelas, mocambos, palafitas e outros conjuntos irregulares e carentes de serviços públicos.
Em 1920, os 10% municípios economicamente mais ricos tinham 55,4% de participação no PIB, ampliaram para 72,1% em 1970 e para 78,1% em 2007.
Estudo do IBGE, divulgado em 2010 com dados relativos a 2008, mostrou que seis capitais brasileiras — São Paulo, Rio de Janeiro, Brasília, Curitiba, Belo Horizonte e Manaus — concentravam 25% do PIB do país.  De acordo com o mesmo estudo, as diferenças regionais em cada estado também são claras, visto que, em 2008, os cinco maiores municípios do Amazonas eram responsáveis por 88,1% do PIB estadual, assim como no Amapá (87,6%) e Roraima (85,4%).
Resultado parecido também foi obtido em outro estudo do IBGE divulgado em 2011 com dados de 2005 a 2009 ao detectar que aproximadamente 25% de toda a geração da renda brasileira estava concentrada em cinco municípios (12,6% da população nacional): São Paulo (12,0%), Rio de Janeiro (5,4%), Brasília (4,1%), Curitiba (1,4%) e Belo Horizonte (1,4%).
O Brasil é considerado o país menos desigual da América Latina, embora as capitais Goiânia, Fortaleza, Belo Horizonte, Brasília e Curitiba estejam entre as cidades mais desiguais do mundo entre 141 cidades de países em desenvolvimento e ex-comunistas, segundo aponta relatório da ONU divulgado em 2010.
Dados da pesquisa Contas Regionais do Brasil 2005-2009, realizada pelo IBGE e divulgada em 2011, mostram que, em 2009, oito estados concentravam 78,1% da riqueza econômica do país. Apenas o estado de São Paulo tinha 33,5% de participação na economia nacional em 2009, ao passo que em 2008 concentrava 33,1%.
A renda discrepante também é perceptível na forma de acesso à oferta de alimentos. Segundo Pesquisa de Orçamentos Familiares (POF) 2008-2009, a partir de uma amostragem formada por 60 mil domicílios urbanos e rurais, 35,5% das famílias brasileiras não têm a quantidade mensal suficiente de alimentos, mesmo em um contexto de uma agropecuária eficiente e competitiva e um custo de alimentação considerado baixo para os padrões mundiais. Esse mesmo indicador mostra a desigualdade entre as regiões brasileiras: no Norte, essa parcela equivale a 51,5% das famílias; no Nordeste, a 49,8%; no Centro-Oeste, 32%; no Sudeste, 29,4%; e no Sul, 22,9%.
Uma pesquisa do Ipea, divulgada em 2011, estima que 39,5% dos brasileiros não têm uma conta bancária, cujo acesso depende da renda. Este indicador também mostra as desigualdades regionais, ao apurar que a exclusão bancária atinge 52,6% dos nordestinos e 30% dos sulistas.

#### Causas

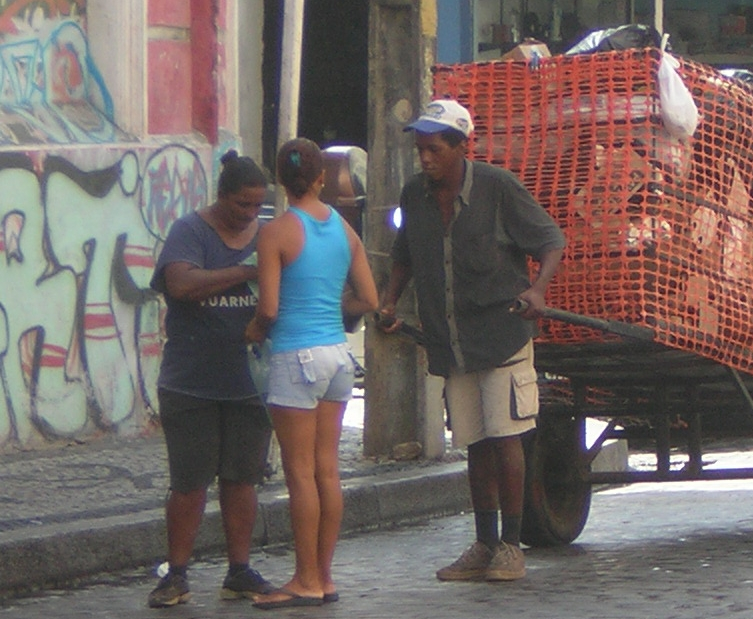
Catador de lixo no Recife

Motivos históricos são apontados como responsáveis pelas diferenças regionais, como:
- falta de políticas públicas para a inclusão social da massa populacional vinda abruptamente do processo escravista;[2]
- o processo de industrialização de cunho concentrador;[2]
- a divisão de terras em latifúndios e voltada para uma minoria;[2]
- as baixas taxas de absorção e remuneração da mão de obra e crises econômicas acompanhadas por longos períodos inflacionários mais sentidas pelas classes menos favorecidas.[2]

Algumas regiões não conseguem avançar em decorrência do isolamento geográfico e da ineficiência do poder público para atender várias demandas, como desenvolver a infraestrutura básica, atrair investimentos e gerar empregos. Alguns municípios não conseguem organizar-se localmente.
Outras condições climáticas, assim como as do solo, são elementos que dificultam o progresso em algumas regiões.
A região com maior concentração de pobreza é o Nordeste, que possui áreas com altos índices de miséria e desnutrição, devido a uma estrutura socioeconômica frágil e marcada pela desigualdade social, ocasionalmente agravada pelas secas periódicas da região e inexistência de rios, que impedem o desenvolvimento da agricultura.
Em alguns municípios os investimentos não foram acompanhados por investimentos em municípios próximos, causando inchaço populacional e violência. Em Brasília, que tem o segundo maior PIB per capita do Brasil, o plano de desenvolvimento da capital do país não contemplou as cidades do entorno e resultou na explosão da violência em cidades como Luziânia, onde, a cada mil jovens de 12 a 18 anos, 5,4 morrem assassinados - o maior Índice de Homicídios na Adolescência da Região Centro-Oeste.

#### Migrações internas
De acordo com o Censo 2010, 37,3% da população brasileira não morava no município de origem.
De acordo com estudo do Ipea, as migrações internas diminuíram no Brasil de 1995 a 2008. Em 1995, os migrantes eram aproximadamente 4 milhões de pessoas (ou 3% da população) e, em 2008, esse número passou para 3,3 milhões ou 1,9% da população.
Entre 2002 e 2007, os fluxos migratórios foram majoritários do Sudeste para o Nordeste, mas, em 2008, a região Sudeste voltou a ser o principal destino de migrantes no País. O perfil predominante do migrante, neste caso, é a busca pelo trabalho formal, especialmente pela origem marcada pela baixa escolaridade e salários baixos.
Em outra região, o migrante costuma ter uma média salarial superior à dos não migrantes, mas uma jornada média de trabalho de 45 horas semanais.
O último censo demográfico realizado no Brasil detectou que a região Centro-Oeste tem a maior proporção de pessoas de origem diferente morando nos seus municípios (51,9%) e também de outras unidades da federação (32,9%), ao passo que o Nordeste demonstra ser a região com menor capacidade de atração populacional com 29,4% e 7,0%, respectivamente.

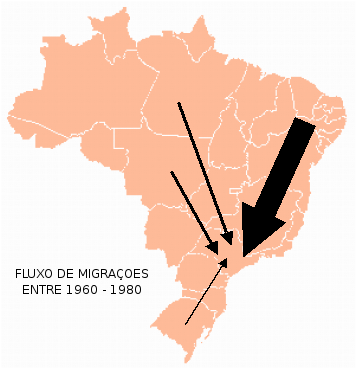
Décadas de 60 a 80
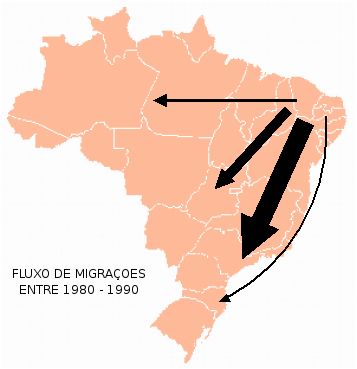
Décadas de 80 a 90
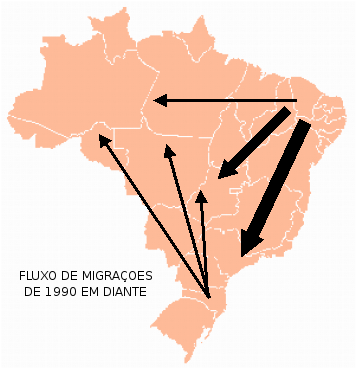
Década de 90 em diante

### Desigualdades raciais
A população negra e parda corresponde a 50,7% da população brasileira. O percentual de analfabetos negros e pardos era, em 2010, o triplo dos brancos.
As diferenças de renda também são claras se analisadas a condição racial. Na região metropolitana de Salvador, onde 54,9% da população são de cor parda e 26% de negra, a renda salarial dos negros era, em 2004, de apenas 54,5% da renda dos brancos e, em outras regiões, como na metropolitana de São Paulo, apenas 5% dos negros estavam em cargos de direção, gerência e planejamento, de acordo com dados de 2008.
Um relatório da UFRJ divulgado em 2011 aponta que tem crescido a parcela de negros e pardos no total de desempregados. De acordo com o relatório, em 2006, 54,1% do total de desocupados eram negros e pardos (23,9% de homens e 30,8% de mulheres). Pouco mais de 10 anos antes, ou seja, em 1995, os negros e pardos correspondiam a 48,6% desse total (25,3% de homens e 23,3% de mulheres).
Em relação aos que estão empregados, as diferenças entre as raças também são claramente perceptíveis: em 2006, o rendimento médio mensal real dos homens brancos equivalia a R$ 1.164, valor 56,3% superior à remuneração obtida pelas mulheres brancas (R$ 744,71), 98,5% superior à conseguida pelos homens negros e pardos (R$ 586,26) e 200% à obtida pelas mulheres negras e pardas.
Um levantamento do MDS divulgado em 2011 estima que, na parcela extremamente pobre da população, 50,5% são mulheres e 70,8% declararam ser pretas ou pardas.
Ainda de acordo com esse levantamento, 39,9% dos indígenas estão em situação de miséria.
O Censo 2010 apurou que, dos 16 milhões de brasileiros vivendo em extrema pobreza (ou com até R$ 70 mensais), 4,2 milhões são brancos e 11,5 milhões são pardos ou pretos.
De acordo com pesquisa do IBGE divulgada em julho de 2011, as diferenças raciais ou de cor influenciam  em aspectos como acesso a trabalho (71%), relação com justiça/polícia (68,3%) e convívio social (65%). No Distrito Federal, onde há o maior PIB per capita do país, esses aspectos são ainda mais perceptíveis: trabalho (86,2%), convívio social (78,1%) e relação com justiça/polícia (74,1%).

## Qualidade da educação

### Educação
A maioria dos problemas educacionais e sociais são complexos e não há soluções rápidas com respostas imediatas para superá-los, principalmente pelo fato de estarem interligados e apresentarem caráter indissociável (Fialho, 2015). A pobreza, a fome, a evasão escolar e a situação de rua são alguns desses problemas que merecem atenção especial.
O país tinha, em 2010, 13.933.173 de pessoas que não sabiam ler e escrever, sendo 39,2% desse total correspondente à população com idade superior a 60 anos.
O analfabetismo é de 6,5% entre as crianças de 10 anos de idade.

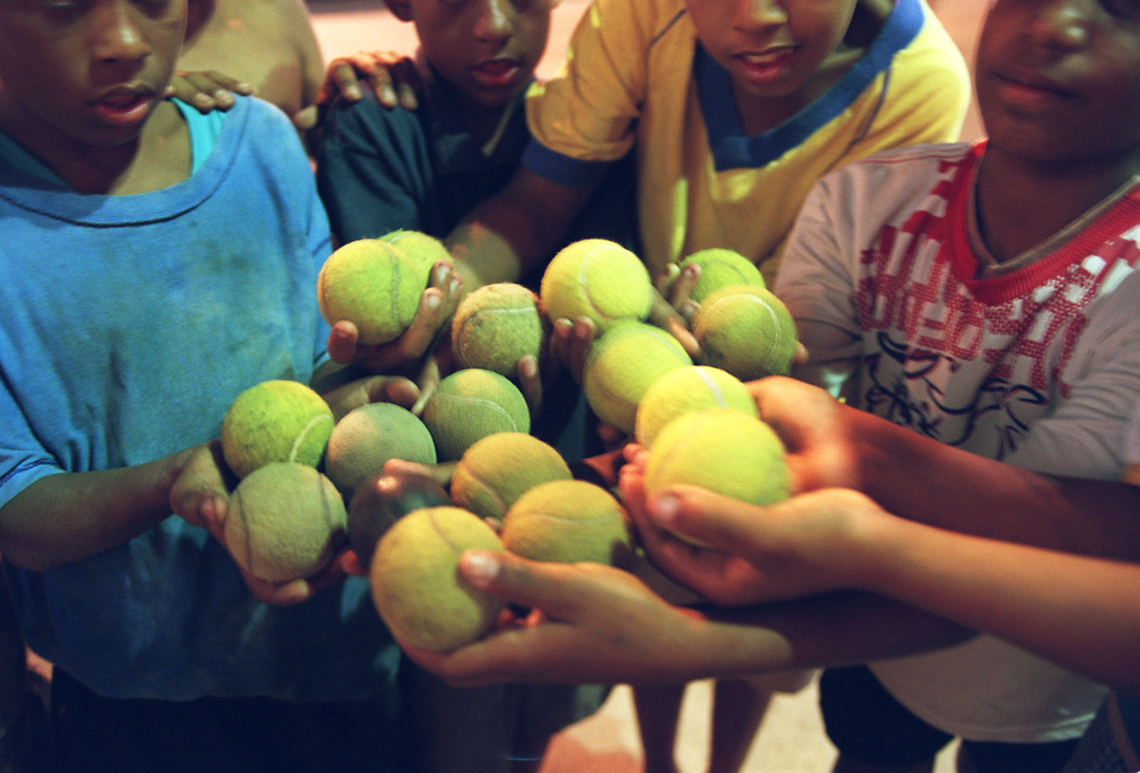
Crianças de rua trabalhando com malabarismo no Rio de Janeiro

Os investimentos em educação têm relação direta com o combate ao trabalho infantil, relação reconhecida e a partir da qual os dois últimos governos presidenciais realizaram alguma mobilização, embora o analfabetismo funcional seja um dos problemas crônicos da educação brasileira, e os investimentos de todos os governos tenham sido acompanhados de pouco progresso. Um estudo da OCDE de 2007 que mede o aprendizado em ciências comparou a qualidade da educação em 57 países e mostrou que o desempenho médio dos estudantes brasileiros de 15 anos é suficiente apenas para deixar o país na 52.ª posição. O mesmo estudo mostrou o país na 53.ª posição em matemática (entre 57 países) e na 48.ª em leitura (entre 56).
Mesmo regiões economicamente ricas apresentam problemas, como o estado de São Paulo, que não conseguiu ultrapassar até mesmo a média nacional em nenhuma das três áreas avaliadas - ciências, leitura e matemática.
Em 2010, o Programa Internacional de Avaliação de Alunos (Pisa), realizado em  2009 em 65 países, mostrou o Brasil na 53.º posição. A avaliação feita com alunos de 15 anos com questões de literatura, matemática e ciências mostrou que quase metade dos estudantes brasileiros não atinge nível básico de leitura.
Segundo dados do PNAD em 2008, a taxa de analfabetismo no país era de 10% entre a população com mais de 15 anos. O índice cai para 4% entre os menores de 15 anos.
O Censo 2010 do IBGE, contudo, apontou uma taxa de 9,6% em 2010 entre a população a partir de 15 anos, taxa equivalente a 28% nos municípios com até 50 mil habitantes da região Nordeste.
Pesquisa do Unicef com dados relativos a 2005 a 2009 e divulgada em 2011 mostra que 14,8% dos adolescentes com idade de 15 a 17 anos de idade estavam fora da escola.
Dados de pesquisa do Conselho Nacional dos Direitos da Criança e do
Adolescente (Conanda) em parceria com a Secretaria de Direitos Humanos identificaram cerca de 24 mil crianças em situação de rua, sendo 45,13% delas com idade de 12 a 15 anos.
Educação incipiente, falta de investimentos em oportunidades profissionais em substituição ao trabalho "perigoso, insalubre, pouco ou nada remunerado" ou empenho insatisfatório em políticas de promoção do lazer e convivências comunitária e familiar expõem os adolescentes pobres do país - que respondem por 38% do total - a problemas como criminalidade e prostituição.

## Condições de trabalho

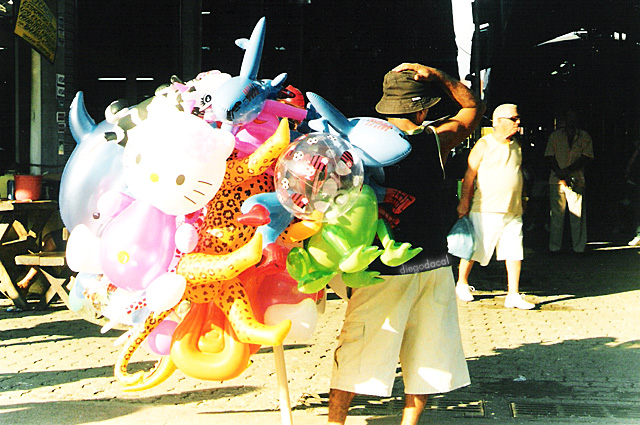
Vendedor ambulante no Rio de Janeiro

Em 2008, pouco mais de um terço (34,9%) dos empregados no Brasil tinha carteira assinada.
Há uma estimativa de 25 mil brasileiros sujeitos a condições degradantes ou ao trabalho escravo no Brasil, em atuação em plantações de cana-de-açúcar, soja, algodão, cereais, além de unidades produtivas de carvão vegetal e pecuária.
Estudo do economista Marcelo Paixão, da Universidade Federal do Rio de Janeiro, aponta detalhes como jornada exaustiva de trabalho, dívidas permanentes com o empregador - que impedem o empregado de deixar o posto, riscos de morte por insalubridade e falta de direitos trabalhistas. Segundo amostragem do estudo, 73% dos trabalhadores nessas condições são negros e pardos.
O Ministério do Trabalho realizou, de 2005 a 2008, ações fiscalizadoras em carnavais após denúncias de que alguns trabalhadores chegaram a morrer por suspeita de excesso de esforço nos canaviais paulistas. Em algumas ações deflagradas foram constatados pagamentos irregulares e ausência de condições mínimas de trabalho, como falta de EPI, água e barracas sanitárias.
Um estudo do Governo do Estado de São Paulo inspecionou 197 usinas em 144 cidades do Estado, no período de 2007 a 2009, e avaliou que um cortador de cana-de-açúcar faz, por minuto, 17 flexões de tronco e aplica 54 golpes de facão, além de cortar e carregar cerca de 12 toneladas de cana por dia, percorrer 8,8 mil metros, chegando ao final do dia com a perda de oito litros de água. Em cinco anos, 23 trabalhadores morreram em decorrência do excesso de trabalho.
Há predominância de emissão de trabalhadores sujeitos a condições degradantes de trabalho dos estados do Maranhão e Piauí, enquanto os estados do Pará e Mato Grosso recebem a maior parte desses trabalhadores em um formato de escravidão por dívida comandado por redes criminosas.
Na cidade de Unaí, em Minas Gerais, fiscais da Superintendência Regional do Trabalho e Emprego libertaram 131 trabalhadores, sendo cinco deles com menos de 16 anos, em condições análogas à escravidão em lavouras de feijão. Alguns deles foram encontrados vivendo em barracos de lona. Os lavradores não tinham acesso à água potável, alimentação e instalações sanitárias, Equipamentos de Proteção Individual (EPIs) e a nenhum tipo de assistência médica.
A indústria têxtil da Região Metropolitana de São Paulo também está envolvida no trabalho forçado e recebe homens, mulheres e crianças de países como Bolívia, Paraguai e China.

### Trabalho infantil

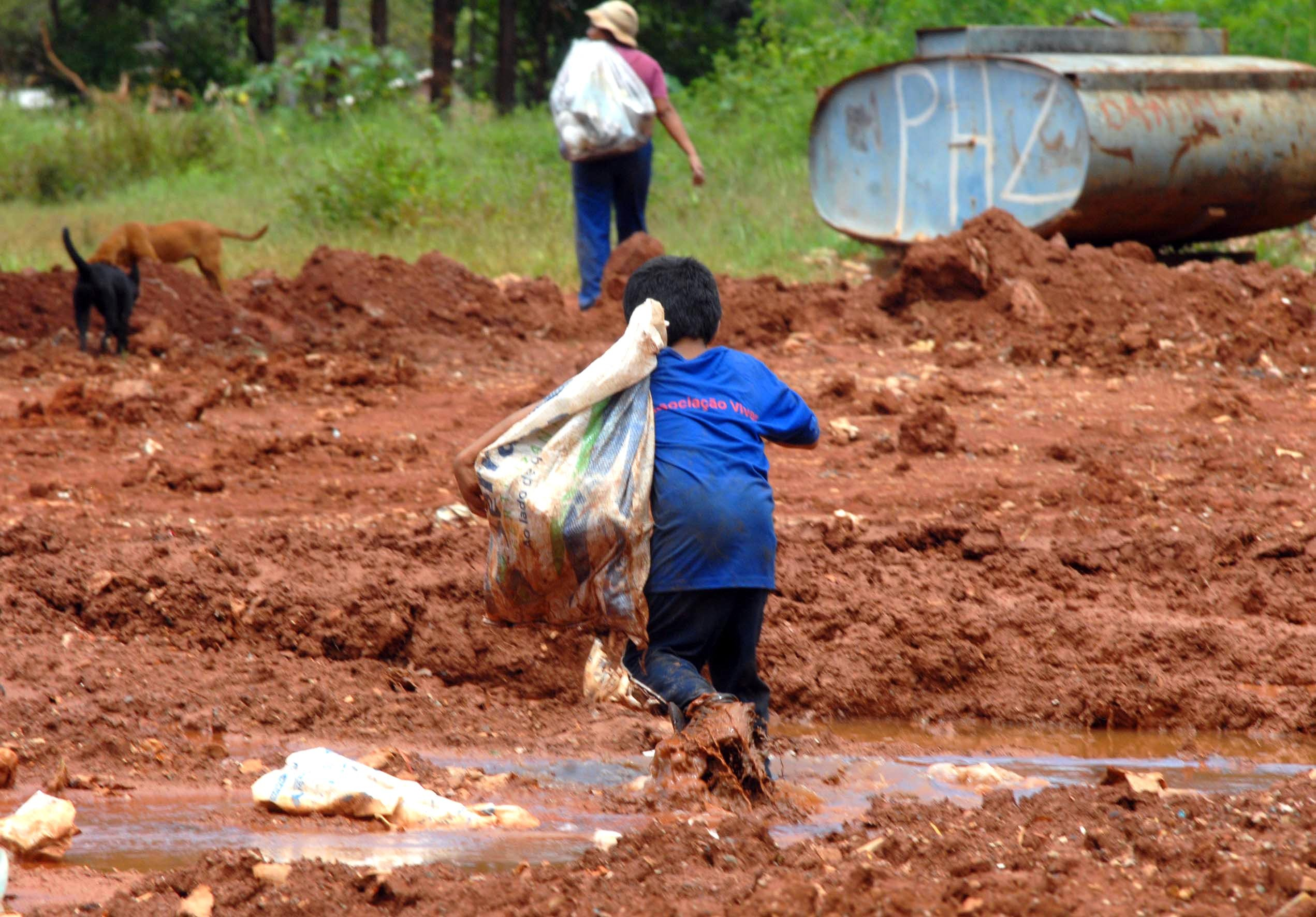
Criança saindo de lixão após coleta de recicláveis, no Distrito Federal.

Em relação ao trabalho infantil, 151 mil novos casos foram relatados em 2006, o que implica um retrocesso em relação aos anos anteriores.

### Prostituição
Relatório de 2010 do Departamento de Estado dos Estados Unidos cita o Brasil como "fonte de homens, mulheres, meninos e meninas para prostituição forçada no país e no exterior". O levantamento inclui o trabalho forçado relacionado ao tráfico de mulheres feito por organizações criminosas de Goiás de onde partem meninas e mulheres para países como Espanha, Itália, Reino Unido, Portugal, Suíça, França, Estados Unidos e Japão. Também há indícios de formação de redes de prostituição forçada de brasileiras em países vizinhos como Suriname, Guiana Francesa, Venezuela e Paraguai.
Na Espanha e Rússia organizações criminosas estão montadas para alojar o tráfico sexual forçado de brasileiras.
O turismo sexual de crianças no Brasil é alimentado por turistas norte-americanos e europeus, que, conforme o documentário Our World: Brazil's Child Prostitutes produzido pela BBC, desembarcam em busca de sexo barato em um cenário marcado pelo sexo forçado de 250 mil crianças. O problema é mais perceptível em capitais nordestinas, como Recife.

## Questões de saúde

### Gravidez na adolescência
O número de lares chefiados por crianças e adolescentes de 10 a 19 anos mais que
dobrou de 2000 a 2010, mesmo com a redução da desigualdade de renda no país, sendo 113 mil deles por meninos e meninas de 10 a 14 anos e outros 661 mil pelos de 15 a 19 anos.
No Brasil, as relações sexuais antes dos 15 anos são qualificadas, do ponto de vista jurídico, como abuso. Assim, a gravidez de meninas de 10 a 14 anos é uma violação de direitos.
Uma pesquisa do Unicef, divulgada em 2011, aponta mais vulnerabilidade das meninas brasileiras a abusos sexuais em relação aos meninos, pois elas têm relações sexuais mais cedo e usam menos métodos contraceptivos, expondo-as à
gravidez indesejada, mortalidade e outros riscos como Aids/DST. A mesma pesquisa aponta que, embora haja diminuição na taxa de fecundidade, a gravidez na adolescência é um fenômeno permanente no Brasil, tendo inclusive aumentado nos anos para a faixa etária de 10 a 14 anos. De acordo com o Unicef, em 1998, foram registrados 27.237 nascimentos de mães de 10 a 14 anos. Em 2004, o total foi de 26.276 e, em 2008, de 28.479.

### Mortalidade infantil

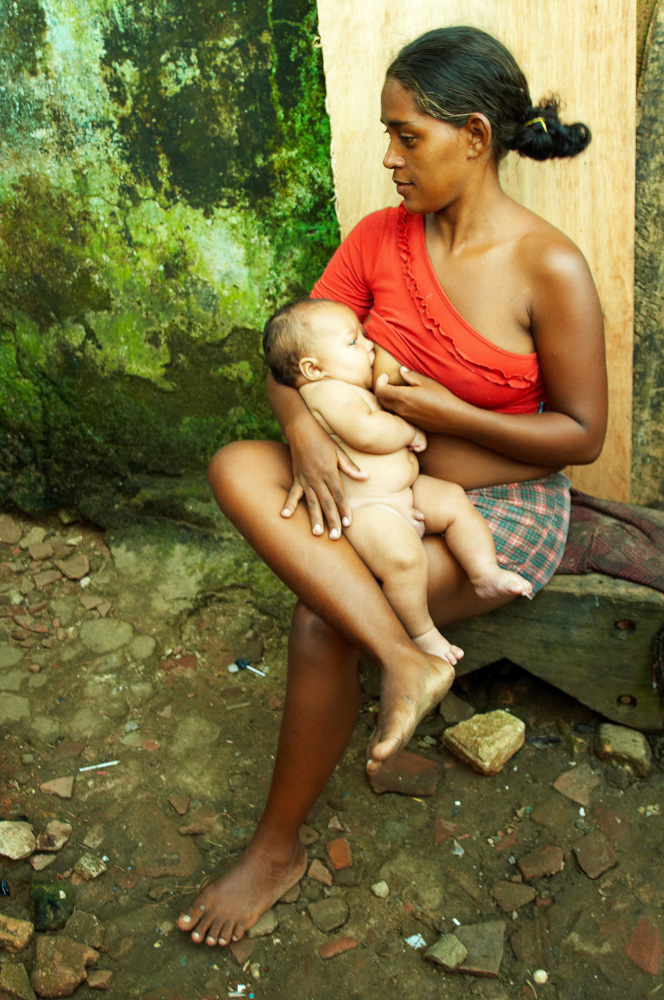
As más condições de higiene contribuem para a mortalidade infantil no país.

A taxa de mortalidade infantil é de 19 por mil nascidos vivos, maior que as verificadas em países como Argentina (14/1.000) e Costa Rica (11/1.000) que possuem PIB per capita similares.
As desigualdades regionais também são expressas por meio deste indicador, já que a média do Nordeste ainda é superior a 30 por mil e a do Sudeste está nas imediações dos 15 por mil.
O IBGE detectou em 2009 uma queda de 30% na mortalidade infantil em relação à última década, passando de 33,24% em 1998 para 23,3% em 2008, embora a realidade esteja ainda bem distante dos índices apresentados por países como Japão, Suécia e Noruega.
Segundo dados de 2008 do Ministério da Saúde, 70% das mortes de recém-nascidos ocorrem por causas evitáveis, como melhoria qualidade das consultas de pré-natal e da assistência ao parto, com médias maiores na Amazônia legal e Nordeste. Nesse contexto, o percentual de recém-nascidos na mortalidade infantil passou de 49% para 68% de 1990 a 2008.
A morte de crianças por diarreia, considerada durante muito tempo a segunda causa da mortalidade infantil, teve uma queda de 93,9% de 1980 a 2005, e passou a ser quarta causa da mortalidade. Apesar das reduções, o país ainda tem mortes significativas por causas como sarampo, desnutrição, anemias nutricionais, infecções respiratórias agudas (como pneumonia) e afecções perinatais.
A mortalidade infantil está intimamente ligada aos cuidados com as gestantes. Complicações de saúde como hipertensão e diabetes não recebem a devida atenção, pois, de 1980 a 2008, o risco na mortalidade fetal ou neonatal aumentou em 28%.

### Expectativa de vida
A expectativa de vida do brasileiro tem aumentado nas últimas décadas. Segundo dados de 2009 do IBGE, a esperança de vida dos brasileiros é de 72 anos e 10 meses, índice distante ainda de países como Japão, Suíça, Islândia, Austrália, França e Itália, onde a vida média é superior a 81 anos.
O acesso ao atendimento médico repercute na expectativa de vida, motivo que também mostra diferenças desse indicador nos dados regionais. Na região Sudeste, que em 2010 concentrava 42% da população do país, também estão 55% dos médicos do País, o que dá uma média de 439 habitantes por profissional, sendo mil pessoas por médico a recomendação da OMS. Já a região Norte tem 1.130 habitantes por cada profissional. A quantidade de médicos no Brasil, segundo levantamento feito pelo Conselho Federal de Medicina,  mostra que não há problemas em relação à oferta em atividade desses profissionais e, sim, uma desigualdade na distribuição.
Outro fator que diminui a expectativa de vida são mortes provocadas por acidentes de transporte. Os maiores valores, segundo dados do IBGE relativos a 2007, são observados nas regiões Centro-Oeste (44,8/100 mil habitantes) e Sul (43,2/100 mil hab.) - valores superiores à média brasileira (20,3/100 mil hab.), mantendo o mesmo padrão de 2004.
A promulgação do último Código de Trânsito, em 1997, resultou na queda de acidentes de trânsito entre 1997 e 2000, mas, desde então, os números voltaram a subir substancialmente até 2004 com o retorno ao nível anterior ao Código. Em 2008, levaram o Brasil à 10.ª posição entre os 100 países do mundo analisados e à 14.ª em relação às vítimas jovens.
Outro fator que influencia na expectativa de vida é a qualidade da dieta alimentar da população, visto que os alimentos de alto teor energético e baixo teor de nutrientes, como os alimentos industrializados (biscoitos recheados, salgadinhos, doces etc.), fazem parte do hábito alimentar do brasileiro, cujas consequências são obesidade e muitas doenças crônicas não transmissíveis. O refrigerante, por exemplo, é rico em açúcar e está entre os cinco produtos mais consumidos pelos brasileiros. Mais de 80% dos brasileiros excedem o nível seguro de ingestão diária de sódio. Pesquisa do IBGE divulgada em julho de 2011 também aponta que o brasileiro consome menos frutas, verduras, legumes, leite e alimentos com fibras do que o recomendado pela Organização Mundial da Saúde.

## Política
No relatório de 2010 do Índice de Democracia, quando comparado com os resultados do relatório de 2008, o Brasil caiu do 41.º para o 47.º lugar e seu índice caiu de 7,38 para 7,12, classificação que o deixou atrás de seis países da América Latina, quatro da África e do Timor-Leste, um dos mais jovens países do planeta. A The Economist avalia os países em cinco critérios (processo eleitoral e pluralismo, funcionamento do governo, participação política, cultura política e liberdades civis), com notas que vão de 0 a 10. Em dois desses critérios, processo eleitoral e liberdades civis, as notas do Brasil de 9,58 e 9,12, respectivamente, foram semelhantes a de países classificados como democracias plenas, como Suécia, Áustria e Alemanha. No critério funcionamento do governo, o Brasil foi classificado com a nota 7,5, acima da República Checa, a 16.ª colocada. Entretanto, o país teve notas muito ruins em critérios que dependem mais da sociedade civil do que do Estado. A nota do país em participação política foi 5, inferior a de países classificados como regimes híbridos, como Tanzânia, Venezuela e Iraque. Por fim, em cultura política o índice do Brasil foi de 4,38, menor que à de vários países com regimes autoritários, como Etiópia, Egito, Síria, Líbia e Turcomenistão.
No Índice de Percepções de Corrupção de 2010, o Brasil foi classificado na 69.ª posição entre 180 países, atrás de Cuba, Chile e Uruguai, mas a frente de Colômbia, Peru e Argentina.

## Infraestrutura

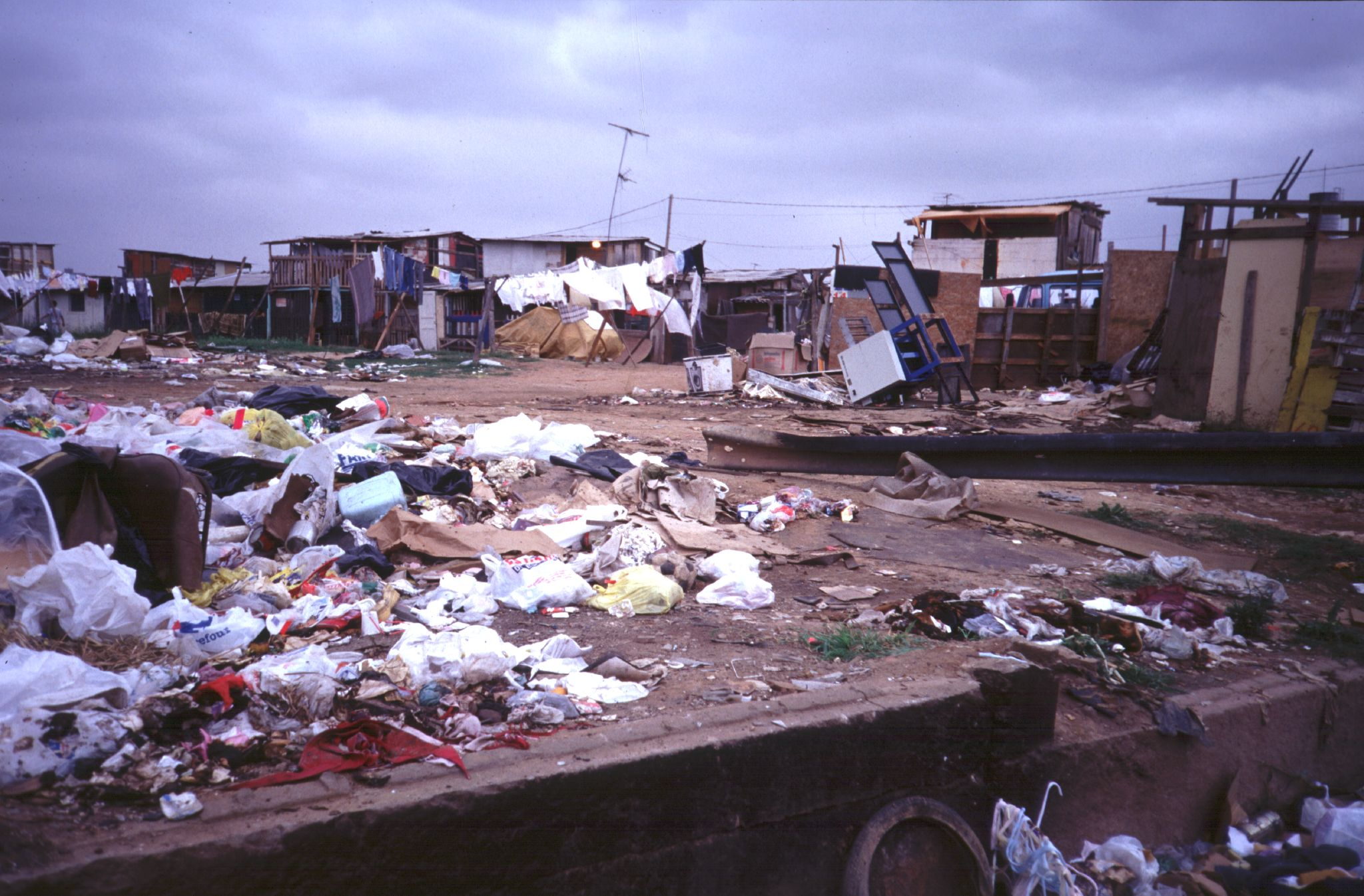
Lixo acumulado numa favela de São Paulo

A falta de infraestrutura básica e de investimentos dificultam decisivamente a organização econômica e social.
Uma das deficiências é o despreparo do governo brasileiro para lidar com catástrofes geradas por danos naturais, como enchentes, seja pela falta de prevenção e fiscalização em áreas vulneráveis ou pela ausência de planejamento urbano.
Outra deficiência estrutural é a segurança e a condição das moradias.
De acordo com estimativa do Ministério de Ciência e Tecnologia do governo brasileiro, o país tem cerca de 500 áreas de risco de deslizamento e outras 300 sujeitas a inundações, colocando em risco aproximadamente cinco milhões de pessoas.
Além disso, uma pesquisa do IBGE, divulgada em 2010 com dados de 2008, revela que 43% dos domicílios ou cerca de 25 milhões de domicílios brasileiros são inadequados. Faltam-lhes abastecimento de água por rede geral, esgotamento sanitário por rede coletora ou fossa séptica, coleta de lixo direta ou indireta e condições para que menos de dois moradores ocupem cada dormitório.

### Saneamento básico

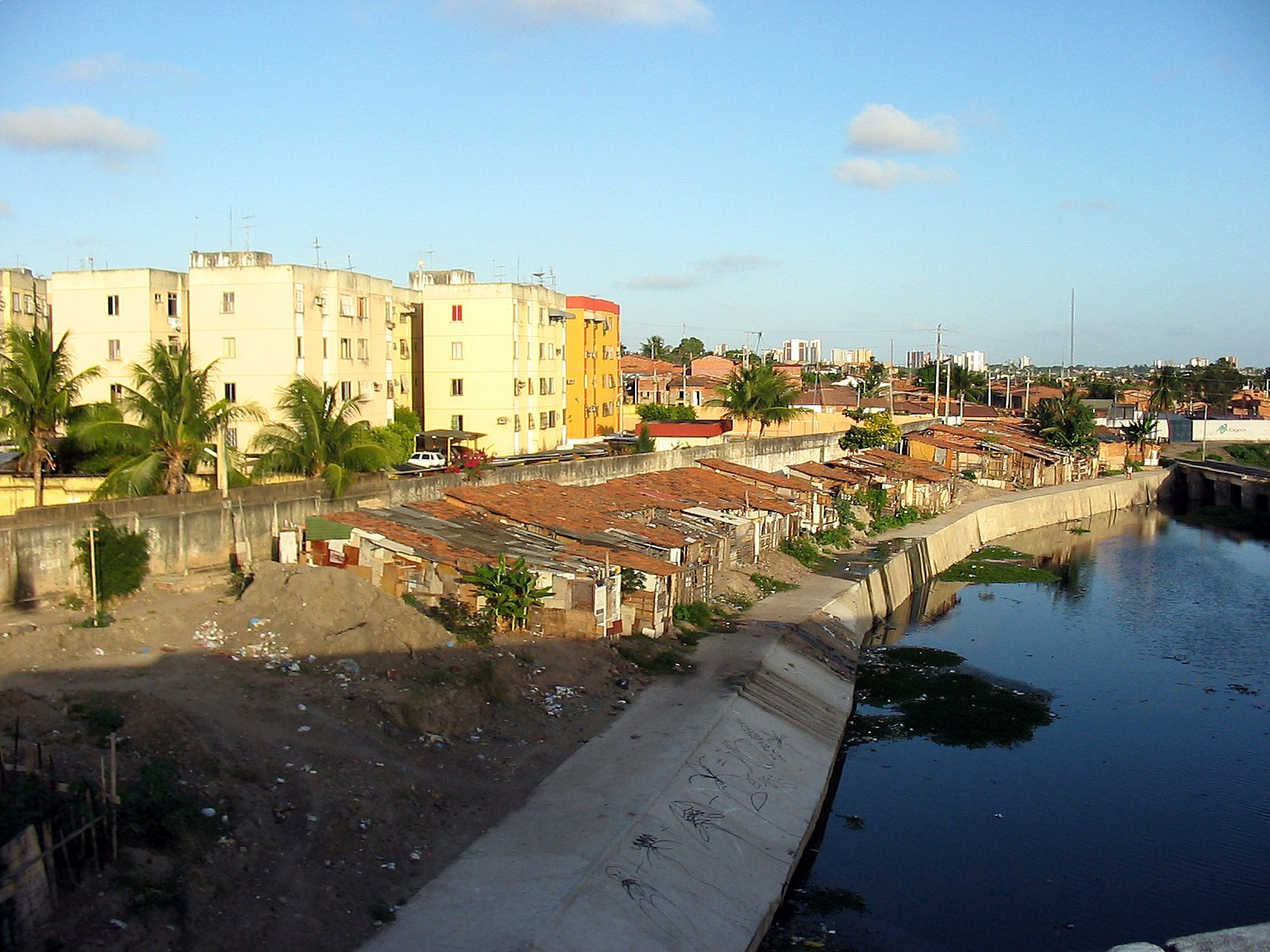
Esgoto despejado in natura em curso d'água numa favela de Fortaleza

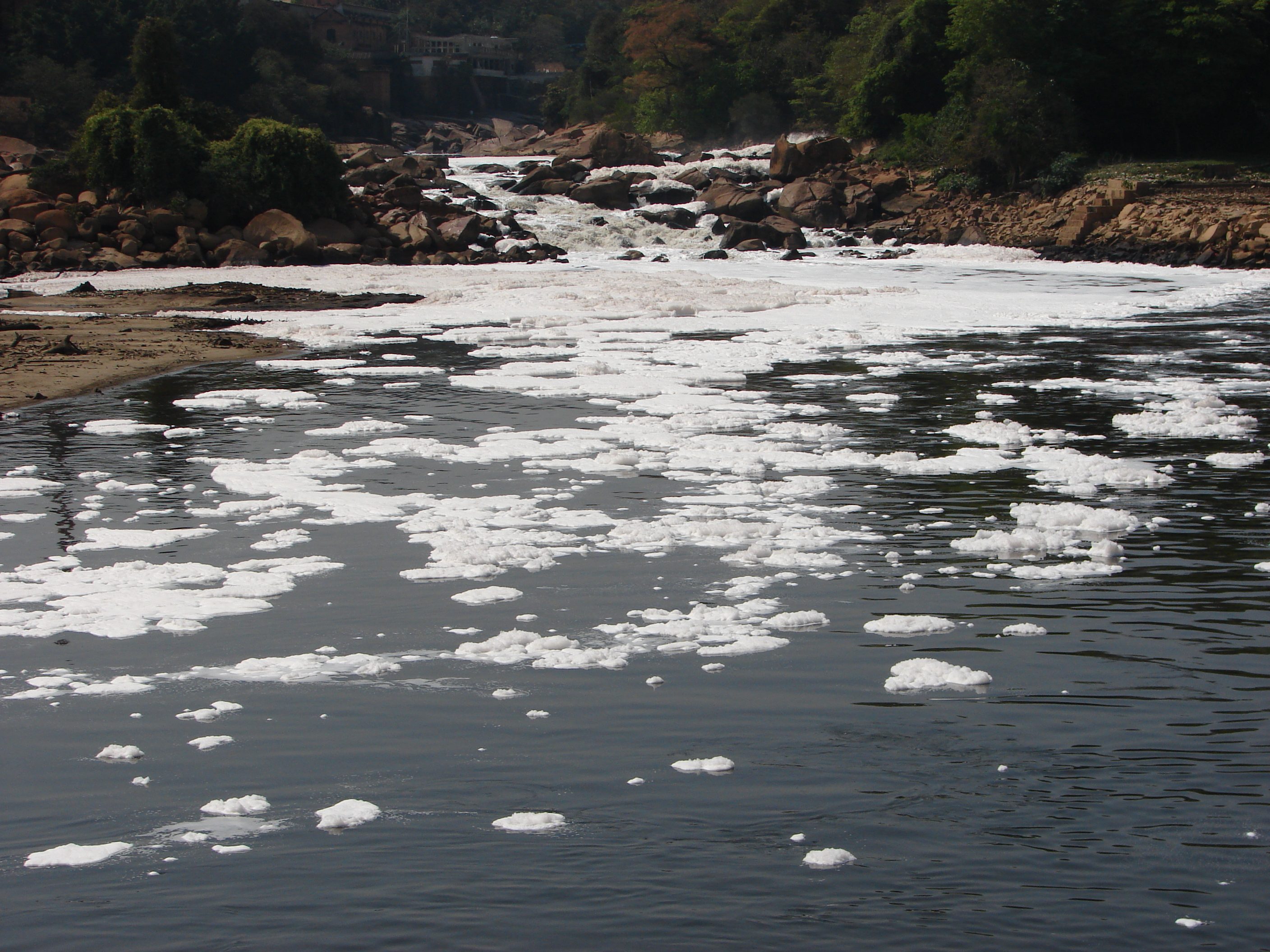
Poluição no Rio Tietê, em Salto

Segundo dados relativos a 2008, cerca de 100 milhões de brasileiros não tinham acesso a algum tipo de saneamento básico.
Segundo levantamento feito em 2008 pelo IBGE, a rede de esgoto chegava somente a 55,2% dos municípios brasileiros.
O Censo, realizado em 2010 pelo IBGE, também demonstra que o saneamento está ausente ou é inadequado em 38,2% dos domicílios, ainda que a fossa séptica seja encontrada em 6 milhões deles - forma considerada satisfatória pelo IBGE.
Na região Norte, apenas 22,4% dos domicílios possuem condições adequadas de saneamento; no Sudeste, a proporção em 2010 era de 82,3%.
Dados do MDS divulgados em 2011 estimam que metade da população mais pobre da área rural não tem banheiro no domicílio.
A aplicação de recursos por meio do governo federal para extensão do fornecimento é limitada pela sintonia com as Câmaras Municipais, pois somente cerca de uma centena municípios entre os mais de 5,5 mil do País dispõem de planos aprovados.
O Instituto Trata Brasil, ONG que propõe a universalização do saneamento, detectou em 2010 que, em um ranking das 26 empresas estaduais do ramo, 18 delas têm um desempenho muito insatisfatório em detalhes como atendimento, tarifa e capacidade de investimento.
A falta de saneamento básico dificulta a extensão de programas de habitação e crédito imobiliário.

### Abastecimento de água
A água chega por meio de rede geral a 83% das residências brasileiras, embora, de acordo com o Censo 2010, 5,7 milhões de brasileiros (10% do total) ainda precisem buscar água em poços ou nascentes.
O Brasil possui 12% do potencial hídrico do planeta, mas várias regiões com abundância de água já sofrem com a escassez de água, como a Região Metropolitana de São Paulo, visto que, somente na capital paulista, 100 mil novas ligações de água são feitas anualmente, 48% da água da cidade precisa ser importada e 3,5 bilhões de litros de água são desviados irregularmente por meio dos "gatos". Apenas 20% do esgoto coletado recebe algum tipo de tratamento e a maior parte é lançado nos sistemas hídricos, o que aumenta a exposição da população a doenças.

#### Alguns casos
Na divisa dos estados do Ceará e Piauí (ver Litígio de limites entre Ceará e Piauí), disputada pelos dois Estados, os moradores foram completamente abandonados pelo poder público. Os municípios são isolados e não possuem elementos estruturais básicos como energia elétrica, água encanada e sistema de esgoto. Não há atividade econômica significativa, apenas as de subsistência.
Também é no estado do Piauí onde há a menor cobertura de domicílios pela coleta de lixo, sendo apenas 56,2% do total atendidos pelo serviço básico.
No estado de Amazonas, a distância de algumas localidades em relação a grandes cidades fez da fronteira do estado com o Peru e a Colômbia uma região suscetível e permeada pelo tráfico de drogas, guerrilha e imigração ilegal.
Em Brasnorte, estado do Mato Grosso e a quase 600 quilômetros de Cuiabá, não há rede de esgoto, o que obriga a abertura de fossas nos quintais das residências.

## Violência

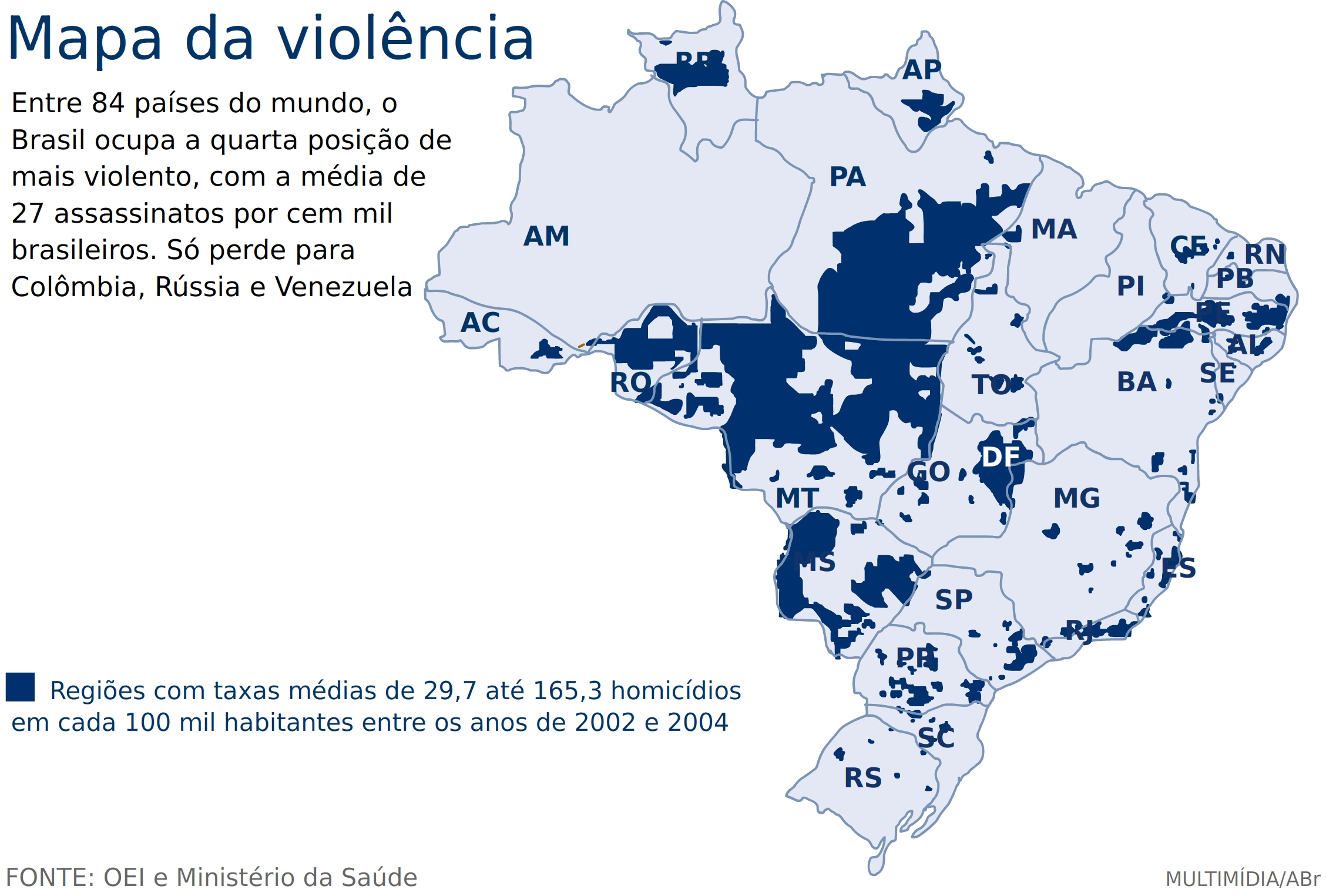
As áreas em azul têm uma alta incidência proporcional de homicídios.

Uma pesquisa divulgada em 2011 mostrou que, nos últimos 30 anos, mais de um milhão de pessoas foram assassinadas no Brasil.
Em relação ao período de 2004 a 2007 os homicídios no país (192.804) foram superiores ao de 12 conflitos armados mundiais, que representam 81,4% do total de mortes diretas do período, valor que não pode ser atribuído a dimensões territoriais, visto que o Paquistão, com cerca de 185 milhões, teve número e taxas bem menores.
Os estados mais violentos, em 2010, foram Alagoas, Espírito Santo e Pará com crescimento triplicado ou quadruplicados em relação aos últimos 10 anos.
Uma pesquisa do IBGE, divulgada em 2010 com dados do PNAD 2009, mostra que 47,2% das pessoas não se sentem seguras nos municípios onde moram em decorrência da falta de confiança na polícia e nas políticas voltadas para segurança pública. Em resposta, cerca de 60% dos domicílios mostraram ter algum dispositivo de segurança.
Na região Sudeste, uma pesquisa do IPEA divulgada em março de 2011 mostra que 75,15% dos seus habitantes não confiam nas polícias Civil e Militar. Em outras regiões, a baixa confiabilidade também é marcante: na Centro-Oeste - onde há a maior média de policiais por habitante - 4,5% confiam na polícia; na região Norte, 4,45%.
Em 2009, segundo o IBGE, 2,5 milhões de pessoas de 10 anos ou mais de idade sofreram agressão física, com maior frequência na região Norte e menor nas regiões Sudeste e Sul. Outro detalhe da pesquisa é que homens pobres e negros são as principais vítimas de agressões.
Um levantamento do Conselho Nacional do Ministério Público divulgado em maio de 2011 apontou 151.819 inquéritos sobre homicídios, iniciados até 31 de dezembro de 2007, que não tiveram solução.
A população carcerária no país é de 498.487 presos - a terceira maior do mundo (atrás dos Estados Unidos e China), dado que também revela uma média de 260 presos para cada grupo de 100 mil habitantes e aumento de 41,05% no período de 2005 a 2010.

### Por raça
Em 2010, um estudo da Secretaria Especial dos Direitos Humanos do governo brasileiro mostrou que, de 2005 a 2007,  o risco de um jovem negro ser assassinado chega a uma probabilidade quatro vezes maior em relação à de um jovem branco.
O Mapa da Violência 2011, divulgado pelo Ministério da Justiça e Instituto Sangari, mostra que tem crescido a participação de jovens negros, ou seja, com idade de 15 a 24 anos, no total de homicídios: em 2002, morriam 46% mais negros que brancos, percentual elevado para 67% em 2005 e 103% em 2008.
O Relatório Anual das Desigualdades Raciais no Brasil, divulgado pela UFRJ em abril de 2001 com dados relativos a 2007 e 2008, também mostra o crescimento de homicídios entre a população negra: em 2001, homens pretos e pardos representavam 53,5% do total de homicídios, ao passo que os brancos significavam 38,5% desse total; em 2007, 64,09% do total de homicídios estava reservado aos negros, já a proporção de brancos diminuiu para 29,24%.

### Por grupos etários
Ao contrário da maioria dos outros países, os homicídios são no Brasil a primeira causa de mortalidade na adolescência, superando os acidentes de trânsito.
Os homicídios são a causa de 45% das mortes de jovens de 12 a 18 anos, segundo o Índice de Homicídios na Adolescência (IHA), um estudo feito pelo Programa de Redução da Violência Letal (PRVL) com dados de 2006 do Ministério da Saúde. Esse número é contestado, visto que muitas mortes não são comunicadas.
Relatório do Unicef divulgado em fevereiro de 2011 aponta que, de 1998 a 2008, 81 mil adolescentes brasileiros, com idade de 15 a 19 anos, foram assassinados.
Entre 2005 e 2007, os homicídios representaram 45% das causas de morte dos cidadãos brasileiros com idade de 12 a 18 anos.
O Mapa da Violência - Os Jovens da América Latina, relativo a 2008, mostrou que o Brasil tem a quinta maior taxa de homicídios de jovens de 15 a 24 anos entre 83 países.
Em 2011, o Mapa da Violência - Os jovens do Brasil, produzido pelo Instituto Sangari em parceria com o Ministério da Justiça, mostrou o país na sexta posição, tanto no total de homicídios quanto nos homicídios juvenis, no ranking formado por 100 países que divulgaram dados vinculados à Organização Mundial da Saúde.

### Por região e gênero
De acordo com o Ministério da Saúde, o País tinha, em 2007, uma taxa de 25,4 mortes por homicídio a cada 100 mil habitantes. Os estados de Alagoas (59,5 por 100 mil), Espírito Santo (53,3) e Pernambuco (53,0) lideravam o ranking da taxa de mortes por homicídios.
Ainda de acordo com o ministério, a partir de dados das secretarias estaduais de saúde, os homens (47,7) apresentavam uma taxa claramente superior à das mulheres (3,9). Entre 1992 e 2007, houve aumento de 6,2 óbitos ocorridos por homicídios para cada 100 mil habitantes. Entre 1992 e 2003, o coeficiente cresceu, mas, a partir de 2004, o IBGE detecta que há uma tendência de queda.

### Armamento
O país é campeão mundial em números absolutos por morte provocadas pelo uso da arma de fogo. Além disso, o país é o sexto exportador de armas pequenas, atrás dos EUA, Rússia, China, Alemanha e Itália.
Cerca de 16 milhões de armas estão em circulação no Brasil, sendo 47,6% delas na ilegalidade, ou seja, são 7,6 milhões de unidades em poder de civis e bandidos, segundo pesquisa da ONG Viva Rio divulgada no final de 2010.
Cerca de 20% das armas de uso proibido/restrito é de origem estrangeira, principalmente dos EUA e Paraguai, ou seja, estima-se que 80% das armas sejam fabricadas no próprio país, o que assinala a falta de controle interno do armamento.

### Tráfico de drogas
O tráfico de drogas responde por 22% dos crimes cometidos pelos presidiários brasileiros.
Um diagnóstico do Conselho Nacional de Justiça, divulgado em 2010, mostra a existência de tráfico de drogas e violência dentro dos presídios em todos os estados brasileiros. Ainda segundo informações da CNJ, cerca de 80% dos presidiários fumam crack.
Uma série de telegramas da Embaixada dos Estados Unidos, na Bolívia, mostra o Brasil como peça essencial para a distribuição mundial de drogas. Para muitos traficantes, o país tornou-se a rota para permitir que a droga chegue à Europa, EUA e Ásia. O caminho é facilitado pela falta de controle aéreo, que torna o acesso livre dos traficantes ao país, e pelo suposto envolvimento de autoridades no tráfico.
Um desses telegramas, de 17 de dezembro de 2009, calcula que 175 aviões suspeitos de carregar cocaína cruzaram a fronteira entre Bolívia e Brasil em apenas dois meses.